# Tom Barrett (cầu thủ bóng đá)
George Thomas Barrett (16 tháng 3 năm 1934 – 8 tháng 3 năm 2014) là một cựu cầu thủ bóng đá người Anh.
Là một hậu vệ, Barrett thi đấu cho lứa trẻ tại Manchester United nhưng rời đi để đến Plymouth Argyle năm 1957. Sau 3 năm với Plymouth, Barrett chuyển đến Chester, thi đấu thường xuyên trong một mùa giải trước khi gia nhập non-league Cheltenham Town.